# Leucoraja caribbaea
Leucoraja caribbaea är en rockeart som först beskrevs av McEachran 1977.  Leucoraja caribbaea ingår i släktet Leucoraja och familjen egentliga rockor. Inga underarter finns listade i Catalogue of Life.